# Elephas
Genre
Elephas est un genre de la famille des Elephantidae, comprenant les éléphants d'Asie, une espèce vivante et plusieurs éteintes.

## Espèces
Selon ITIS et MSW:
- Elephas maximus Linnaeus, 1758 - Éléphant d'Asie

- Elephas antiquus †[1]
- Elephas beyeri †
- Elephas falconeri †
- Elephas celebensis †
- Elephas cypriotes †
- Elephas iolensis †
- Elephas melitensis †
- Elephas mnaidriensis †
- Elephas namadicus †
- Elephas planifrons †
- Elephas platycephalus †
- Elephas recki †